# Championnats du monde de course en ligne de canoë-kayak de 2021
Navigation
Édition précédente Édition suivante
Les Championnats du monde de course en ligne de canoë-kayak de 2021, quarante-sixième édition des championnats du monde de course en ligne de canoë-kayak, ont eu lieu du  16 au 19 septembre 2021 à Copenhague, au Danemark.
Du fait de l'exclusion de la Russie par le Tribunal arbitral du sport de toutes compétitions internationales jusqu'en décembre 2022, les céistes et kayakistes russes ne peuvent représenter officiellement la Russie. Ils participent donc de manière « neutre » à la compétition en représentant leur fédération sportive, la fédération russe de canoë-kayak (Russian Canoe Federation en anglais).

## Médaillés

### Hommes

#### Canoë
| Épreuve     | Or                                                                    | Or             | Argent                                                                      | Argent         | Bronze                                                      | Bronze         |
| ----------- | --------------------------------------------------------------------- | -------------- | --------------------------------------------------------------------------- | -------------- | ----------------------------------------------------------- | -------------- |
| C–1 500 m   | Conrad-Robin Scheibner (GER)                                          | 1 min 46 s 55  | Martin Fuksa (CZE)                                                          | 1 min 47 s 58  | Oleg Tarnovschi (MDA)                                       | 1 min 48 s 50  |
| C–1 500 m   | Conrad-Robin Scheibner (GER)                                          | 1 min 46 s 55  | Martin Fuksa (CZE)                                                          | 1 min 47 s 58  | Carlo Tacchini (ITA)                                        | 1 min 48 s 50  |
| C–1 1 000 m | Conrad-Robin Scheibner (GER)                                          | 3 min 50 s 73  | Martin Fuksa (CZE)                                                          | 3 min 51 s 39  | Balázs Adolf (HUN)                                          | 3 min 51 s 69  |
| C–1 5 000 m | Balázs Adolf (HUN)                                                    | 23 min 08 s 62 | Sebastian Brendel (GER)                                                     | 23 min 09 s 28 | Kirill Shamshurin (RCF)                                     | 23 min 30 s 18 |
| C–2 500 m   | Italie Nicolae Craciun Daniele Santini                                | 1 min 39 s 90  | Hongrie Jonatán Hajdu Ádám Fekete                                           | 1 min 40 s 20  | RCF Viktor Melantyev Vladislav Chebotar                     | 1 min 40 s 92  |
| C–2 1 000 m | RCF Kirill Shamshurin Vladislav Chebotar                              | 3 min 32 s 83  | Pologne Wiktor Głazunow Tomasz Barniak                                      | 3 min 34 s 38  | Cuba Serguey Torres Fernando Jorge                          | 3 min 35 s 22  |
| C–4 500 m   | Ukraine Vitaliy Vergeles Andrii Rybachok Yurii Vandiuk Taras Mishchuk | 1 min 31 s 20  | Pologne Aleksander Kitewski Arsen Śliwiński Michał Łubniewski Norman Zezula | 1 min 31 s 31  | RCF Pavel Petrov Mikhail Pavlov Viktor Melantyev Ivan Shtyl | 1 min 31 s 55  |

#### Kayak
| Épreuve     | Or                                                              | Or             | Argent                                                    | Argent         | Bronze                                                   | Bronze         |
| ----------- | --------------------------------------------------------------- | -------------- | --------------------------------------------------------- | -------------- | -------------------------------------------------------- | -------------- |
| K–1 200 m   | Andrea Di Liberto (ITA)                                         | 34 s 78        | Petter Menning (SWE)                                      | 34 s 81        | Roberts Akmens (LAT)                                     | 34 s 95        |
| K–1 500 m   | Mikita Borykau (BLR)                                            | 1 min 38 s 87  | João Ribeiro (POR)                                        | 1 min 39 s 88  | Moritz Florstedt (GER)                                   | 1 min 40 s 04  |
| K–1 1 000 m | Fernando Pimenta (POR)                                          | 3 min 25 s 82  | Bálint Kopasz (HUN)                                       | 3 min 26 s 49  | Aleh Yurenia (BLR)                                       | 3 min 30 s 47  |
| K–1 5 000 m | Bálint Noé (HUN)                                                | 20 min 02 s 96 | Fernando Pimenta (POR)                                    | 20 min 03 s 19 | Mads Pedersen (DEN)                                      | 20 min 13 s 25 |
| K–2 500 m   | Espagne Marcus Walz Rodrigo Germade                             | 1 min 29 s 04  | Allemagne Tobias-Pascal Schultz Martin Hiller             | 1 min 30 s 01  | Slovaquie Samuel Baláž Denis Myšák                       | 1 min 30 s 09  |
| K–2 1000 m  | Suède Dennis Kernen Martin Nathell                              | 3 min 13 s 70  | Danemark Simon Jensen Morten Graversen                    | 3 min 14 s 46  | Hongrie Bálint Noé Tamás Kulifai                         | 3 min 14 s 83  |
| K–4 500 m   | Ukraine Oleh Kukharyk Dmytro Danylenko Igor Trunov Ivan Semykin | 1 min 20 s 19  | Slovaquie Samuel Baláž Denis Myšák Csaba Zalka Adam Botek | 1 min 20 s 59  | Tchéquie Jakub Špicar Daniel Havel Jan Vorel Radek Šlouf | 1 min 20 s 69  |

### Femmes

#### Canoë
| Épreuve     | Or                                                                              | Or             | Argent                                                       | Argent         | Bronze                                                                          | Bronze         |
| ----------- | ------------------------------------------------------------------------------- | -------------- | ------------------------------------------------------------ | -------------- | ------------------------------------------------------------------------------- | -------------- |
| C–1 200 m   | Katie Vincent (CAN)                                                             | 46.52          | Antía Jácome (ESP)                                           | 46.79          | Dorota Borowska (POL)                                                           | 46.90          |
| C–1 500 m   | María Mailliard (CHI)                                                           | 2 min 05 s 09  | Liudmyla Luzan (UKR)                                         | 2 min 05 s 77  | Alena Nazdrova (BLR)                                                            | 2 min 05 s 86  |
| C–1 5 000 m | Volha Klimava (BLR)                                                             | 26 min 18 s 94 | Zsófia Kisbán (HUN)                                          | 26 min 37 s 32 | María Mailliard (CHI)                                                           | 26 min 39 s 51 |
| C–2 200 m   | Espagne Patricia Coco María Corbera                                             | 43 s 88        | Cuba Yarisleidis Cirilo Duboys Katherin Nuevo Segura         | 43 s 89        | Hongrie Giada Bragato Bianka Nagy                                               | 44 s 37        |
| C–2 500 m   | Ukraine Liudmyla Luzan Anastasiia Chetverikova                                  | 1 min 55 s 85  | Biélorussie Alena Nazdrova Nadzeya Makarchanka               | 1 min 57 s 12  | Cuba Yarisleidis Cirilo Duboys Katherin Nuevo Segura                            | 1 min 57 s 70  |
| C–4 500 m   | Biélorussie Alena Nazdrova Nadzeya Makarchanka Aliaksandra Kalaur Volha Klimava | 1 min 48 s 62  | Hongrie Virág Balla Kincső Takács Laura Göncöl Réka Opavszky | 1 min 49 s 50  | Ukraine Liudmyla Luzan Olena Tsyhankova Yuliia Kolesnyk Anastasiia Chetverikova | 1 min 49 s 79  |

#### Kayak
| Épreuve     | Or                                                                                 | Or             | Argent                                                          | Argent         | Bronze                                                                         | Bronze         |
| ----------- | ---------------------------------------------------------------------------------- | -------------- | --------------------------------------------------------------- | -------------- | ------------------------------------------------------------------------------ | -------------- |
| K–1 200 m   | Emma Jørgensen (DEN)                                                               | 39 s 98        | Anna Lucz (HUN)                                                 | 40 s 71        | Natalia Podolskaya RCF                                                         | 40 s 79        |
| K–1 500 m   | Aimee Fisher (NZL)                                                                 | 1 min 48 s 08  | Tamara Csipes (HUN)                                             | 1 min 49 s 00  | Emma Jørgensen (DEN)                                                           | 1 min 49 s 85  |
| K–1 1 000 m | Alida Dóra Gazsó (HUN)                                                             | 3 min 56 s 04  | Lizzie Broughton (GBR)                                          | 3 min 59 s 29  | Pernille Knudsen (DEN)                                                         | 4 min 00 s 32  |
| K–1 5 000 m | Emese Kőhalmi (HUN)                                                                | 22 min 57 s 48 | Jennifer Egan (IRL)                                             | 22 min 58 s 58 | Lizzie Broughton (GBR)                                                         | 22 min 59 s 45 |
| K–2 200 m   | RCF Kristina Kovnir Anastasiia Dolgova                                             | 37 s 41        | Hongrie Blanka Kiss Anna Lucz                                   | 37 s 65        | Pologne Dominika Putto Katarzyna Kołodziejczyk                                 | 37 s 67        |
| K–2 500 m   | Hongrie Danuta Kozák Tamara Csipes                                                 | 1 min 40 s 52  | Biélorussie Volha Khudzenka Maryna Litvinchuk                   | 1 min 40 s 70  | Belgique Hermien Peters Lize Broekx                                            | 1 min 42 s 15  |
| K–4 500 m   | Biélorussie Marharyta Makhneva Nadzeya Liapeshka Volha Khudzenka Maryna Litvinchuk | 1 min 32 s 55  | Hongrie Danuta Kozák Tamara Csipes Anna Kárász Alida Dóra Gazsó | 1 min 32 s 71  | RCF Svetlana Chernigovskaya Elena Aniushina Kira Stepanova Anastasia Panchenko | 1 min 35 s 30  |

### Mixte
| Épreuve   | Or                                | Or      | Argent                                    | Argent  | Bronze                                        | Bronze  |
| --------- | --------------------------------- | ------- | ----------------------------------------- | ------- | --------------------------------------------- | ------- |
| C–2 200 m | RCF Irina Andreeva Ivan Shtyl     | 39 s 10 | Pologne Michał Łubniewski Dorota Borowska | 39 s 82 | Hongrie Dávid Korisánszky Kincső Takács       | 40 s 02 |
| K–2 200 m | Hongrie Anna Lucz Kolos Csizmadia | 33 s 94 | Portugal Messias Baptista Francisca Laia  | 34 s 34 | Pologne Marta Walczykiewicz Bartosz Grabowski | 34 s 35 |

### Canoë-kayak handisport
| Épreuve    | Or                             | Or      | Argent                      | Argent  | Bronze                      | Bronze  |
| ---------- | ------------------------------ | ------- | --------------------------- | ------- | --------------------------- | ------- |
| Hommes KL1 | Péter Pál Kiss (HUN)           | 45.94   | Luis Cardoso da Silva (BRA) | 46.30   | Róbert Suba (HUN)           | 47.86   |
| Hommes KL2 | Mykola Syniuk (UKR)            | 41.77   | Federico Mancarella (ITA)   | 41.96   | Markus Swoboda (AUT)        | 42.88   |
| Hommes KL3 | Serhii Yemelianov (UKR)        | 39.54   | Robert Oliver (GBR)         | 40.68   | Juan Valle (ESP)            | 41.04   |
| Hommes VL1 | Artur Chuprov (RCF)            | 1:04.80 | Robinson Méndez (CHI)       | 1:15.69 | Alessio Bedin (ITA)         | 1:16.40 |
| Hommes VL2 | Fernando Rufino de Paulo (BRA) | 53.93   | Higinio Rivero (ESP)        | 56.21   | Norberto Mourão (POR)       | 56.54   |
| Hommes VL3 | Jack Eyers (GBR)               | 50.01   | Stuart Wood (GBR)           | 50.13   | Vladyslav Yepifanov (UKR)   | 50.55   |
| Femmes KL1 | Maryna Mazhula (UKR)           | 52.69   | Edina Müller (GER)          | 53.74   | Katherinne Wollermann (CHI) | 54.02   |
| Femmes KL2 | Charlotte Henshaw (GBR)        | 48.73   | Emma Wiggs (GBR)            | 50.70   | Katalin Varga (HUN)         | 52.02   |
| Femmes KL3 | Laura Sugar (GBR)              | 47.77   | Hope Gordon (GBR)           | 48.25   | Nélia Barbosa (FRA)         | 48.78   |
| Femmes VL1 | Lillemor Köper (GER)           | 1:24.32 | Esther Bode (GER)           | 1:36.22 | Céline Brulais (FRA)        | 1:42.18 |
| Femmes VL2 | Emma Wiggs (GBR)               | 57.55   | Maria Nikiforova (RCF)      | 1:05.11 | Débora Benevides (BRA)      | 1:06.30 |
| Femmes VL3 | Charlotte Henshaw (GBR)        | 59.33   | Hope Gordon (GBR)           | 1:00.69 | Natalia Lagutenko (UKR)     | 1:02.09 |